# Mimeusemia limata
Mimeusemia limata là một loài bướm đêm trong họ Noctuidae.